# Yūya Yamada
Yūya Yamada (japanisch 山田 裕也 Yamada Yūya; * 12. April 1988 in Kagoshima) ist ein ehemaliger japanischer Fußballspieler.

## Karriere
Yamada erlernte das Fußballspielen in der Schulmannschaft der Reimei High School. Seinen ersten Vertrag unterschrieb er 2007 bei Volca Kagoshima. Am Ende der Saison 2013 stieg der Verein in die Japan Football League auf. Am Ende der Saison 2015 stieg der Verein in die J3 League auf. Ende 2017 beendete er seine Karriere als Fußballspieler.